# Dirceu Dalben
Antônio Dirceu Dalben (Campinas, 13 de junho de 1964) é um comerciante e político brasileiro. Atualmente é deputado estadual  pelo Cidadania.
Nas eleições de 2018, foi candidato a deputado estadual e foi eleito com 79.564 votos, sendo o primeiro deputado eleito na história da cidade de Sumaré.
É pai do ex-prefeito de Sumaré, Luiz Dalben. 